# Heligoland (album)
Heligoland è il quinto album in studio del gruppo musicale britannico Massive Attack, pubblicato nel l'8 febbraio 2010 dalla Virgin Records.

## Tracce
1. Pray for Rain – 6:43 (Robert Del Naja, Grant Marshall, Neil Davidge, Tunde Adebimpe)
2. Babel – 5:17 (Robert Del Naja, Grant Marshall, Neil Davidge, Martina Topley-Bird)
3. Splitting the Atom – 5:18 (Robert Del Naja, Grant Marshall, Neil Davidge, Damon Albarn)
4. Girl I Love You – 5:22 (Robert Del Naja, Grant Marshall, Neil Davidge, Horace Andy)
5. Psyche – 3:22 (Robert Del Naja, Grant Marshall, Neil Davidge, Martina Topley-Bird)
6. Flat of the Blade – 5:29 (Robert Del Naja, Grant Marshall, Neil Davidge, Damon Albarn, Guy Garvey)
7. Paradise Circus – 4:57 (Robert Del Naja, Grant Marshall, Hope Sandoval, Stewart Jackson, Daniel Brown)
8. Rush Minute – 4:48 (Robert Del Naja, Grant Marshall, Neil Davidge)
9. Saturday Come Slow – 3:29 (Robert Del Naja, Grant Marshall, Damon Albarn, Stewart Jackson, Daniel Brown)
10. Atlas Air – 7:37 (Robert Del Naja, Grant Marshall, Neil Davidge, John Baggott)

## Formazione
Gruppo
- Robert Del Naja – tastiere, voce e programmazione
- Grant Marshall – voce

Altri musicisti
- Neil Davidge – basso, chitarra, tastiera, programmazione
- Tunde Adebimpe – voce
- Martina Topley-Bird – voce
- Horace Andy – voce
- Guy Garvey – voce
- Hope Sandoval – voce
- Damon Albarn – basso, tastiera, voce
- Adrian Utley – chitarra
- Damon Reece – batteria
- Tim Goldsworthy – tastiera, programmazione
- Jerry Fuchs – batteria
- Euan Dickinson – tastiera, programmazione
- Dan Austin – tastiera, programmazione
- Dave Sitek – chitarra
- Stew Jackson – chitarra, programmazione
- Billy Fuller – basso
- John Baggott – tastiera
- Dan Brown – chitarra, programmazione
- Harry Brown – ottoni
- Noel Langley – ottoni
- Chris Storr – ottoni
- Andy Grappy – ottoni

## Classifiche
| Classifica (2019)              | Posizione massima |
| ------------------------------ | ----------------- |
| Australia                      | 8                 |
| Austria                        | 5                 |
| Belgio (Fiandre)               | 1                 |
| Belgio (Vallonia)              | 2                 |
| Canada                         | 12                |
| Danimarca                      | 6                 |
| Finlandia                      | 11                |
| Francia                        | 2                 |
| Germania                       | 4                 |
| Italia                         | 7                 |
| Norvegia                       | 12                |
| Nuova Zelanda                  | 7                 |
| Paesi Bassi                    | 5                 |
| Portogallo                     | 5                 |
| Regno Unito                    | 6                 |
| Spagna                         | 13                |
| Stati Uniti                    | 46                |
| Stati Uniti (alternative)      | 5                 |
| Stati Uniti (dance/electronic) | 4                 |
| Svezia                         | 17                |
| Svizzera                       | 2                 |